# Spalangia fallax
Spalangia fallax är en stekelart som beskrevs av Masi 1917. Spalangia fallax ingår i släktet Spalangia och familjen puppglanssteklar.
Artens utbredningsområde är Seychellerna. Inga underarter finns listade i Catalogue of Life.